# Neotrichus
Neotrichus is een geslacht van kevers uit de familie somberkevers (Zopheridae).

## Soorten
Deze lijst is mogelijk niet compleet.
| - N. acanthacollis - N. afoveicollis - N. cheops - N. foveatus | - N. hispidus - N. lanyuensis - N. nevermanni - N. serraticollis |